# MUED
Die MUED ist ein gemeinnütziger Verein, dessen rund 700 Mitglieder Mathematiklehrer aus dem deutschsprachigen Raum sind. Die Abkürzung steht für „Mathematik-Unterrichts-Einheiten-Datei“. MUED-Mitglieder tauschen Unterrichtsmaterialien aus und entwickeln diese kollegial weiter. Die MUED veröffentlicht beispielhafte Aufgaben und Broschüren zu vielfältigen Themen für den Mathematikunterricht. Auf Tagungen diskutieren die Vereinsmitglieder über neue didaktische Ansätze und stellen Erfahrungen und Materialien aus dem eigenen Unterricht vor.
Das Ziel der MUED ist eine nachhaltige Verbesserung des Mathematikunterrichts, der sich handlungsorientierend an relevanten Kontexten orientieren soll. Mathematikunterricht soll den Schülerinnen und Schülern nach den Vorstellungen der MUED Orientierung für derzeitiges und zukünftiges Handeln bieten.

## Geschichte und Entwicklung
Die MUED wurde im Jahr 1977 gegründet, als eine selbstverwaltete Organisation von Mathematiklehrern aller Schularten, um den damals sehr praxisfernen Mathematikunterricht zu verändern. Von Anfang an war sie ein Verbund von gleichgesinnten Leuten, die gemeinsam anwendungsbezogene Unterrichtseinheiten entwickeln, diese im Unterricht erproben und ihre Erfahrungen austauschen wollten. Die daraus gewachsene Materialdatenbank umfasst heute mehr als 1100 digitale Unterrichtsmaterialien, die allen Mitgliedern zur Verfügung stehen. Der Verein MUED e. V. hat einen eigenen Verlag MUED Bücherbunt als Zweckbetrieb gegründet. In dem Onlineshop des Verlages vertreibt die MUED diverse Unterrichtsmaterialien aus der Rubrik „Mathematik zum BeGreifen“ und viele Broschüren zu den mathematischen Themen der Sekundarstufen I und II.
Heinz Böer, der Gründer und „Spiritus Rector“ der MUED, wurde für seine Tätigkeiten verschiedentlich ausgezeichnet. Unter anderem erhielt er den MINT-Botschafterpreis 2012, die Deutsche Mathematiker-Vereinigung machte ihn zum „Mathemacher des Monats April 2012“, 2014 erhielt er den Archimedes-Preis des Deutschen Vereins zur Förderung des mathematischen und naturwissenschaftlichen Unterrichts und im selben Jahr das Bundesverdienstkreuz.

## Aktivitäten
Als Vereinsmitglied kann man auf die Unterrichtsmaterialien zurückgreifen, nimmt an Diskussionen auf Tagungen und auf Internetforen teilnehmen und erhält viermal pro Jahr den MUED Rundbrief sowie monatlich Newsletter. Aber auch Nicht-Mitgliedern bietet die MUED die Möglichkeit, an den Tagungen teilzunehmen, im Shop Unterrichtsmaterial und Schriftenreihen zu erwerben und, etwa über das „Arbeitsblatt des Monats“, Einblick in die Materialien der MUED zu erhalten.